# Благовещение Богородично (Щитково)
„Благовещение Богородично“ (на сръбски: Црква Благовештења) е православна църква в село Щитково, община Нова Варош, Златиборски окръг, Сърбия.

## История
Църквата е гробищен храм. Издигната е като манастирска църква в 1665 године при патриарх Гавриил Раич. Разрушена е в 1813 година от турците. Обновяването започва в 1863 година и завършва в 1867 година. Княз Михаил Обренович дава 60 дуката за строежа на храма. Осветена е на Благовещение 1868 година. Строителите са дебърски майстори.
Църквата е изписана и завършена в август 1902 година според надписа от „браћа Дичићи из Дибра, с. Тресанче“. На основа на стилистичния анализ иконите се приписват на видния дебърски майстор Аврам Дичов, който понякога се подписва като Дичич.
В същата 1870 година изписва иконостасните икони в църквата „Свети Илия“ в Левосое.
През второто десетилетие на XXI век църквата е обновена и на Рождество Богородично 2017 година е осветена от епископ Атанасий Милешевски.